# Visconde de Vila Nova de Cerveira

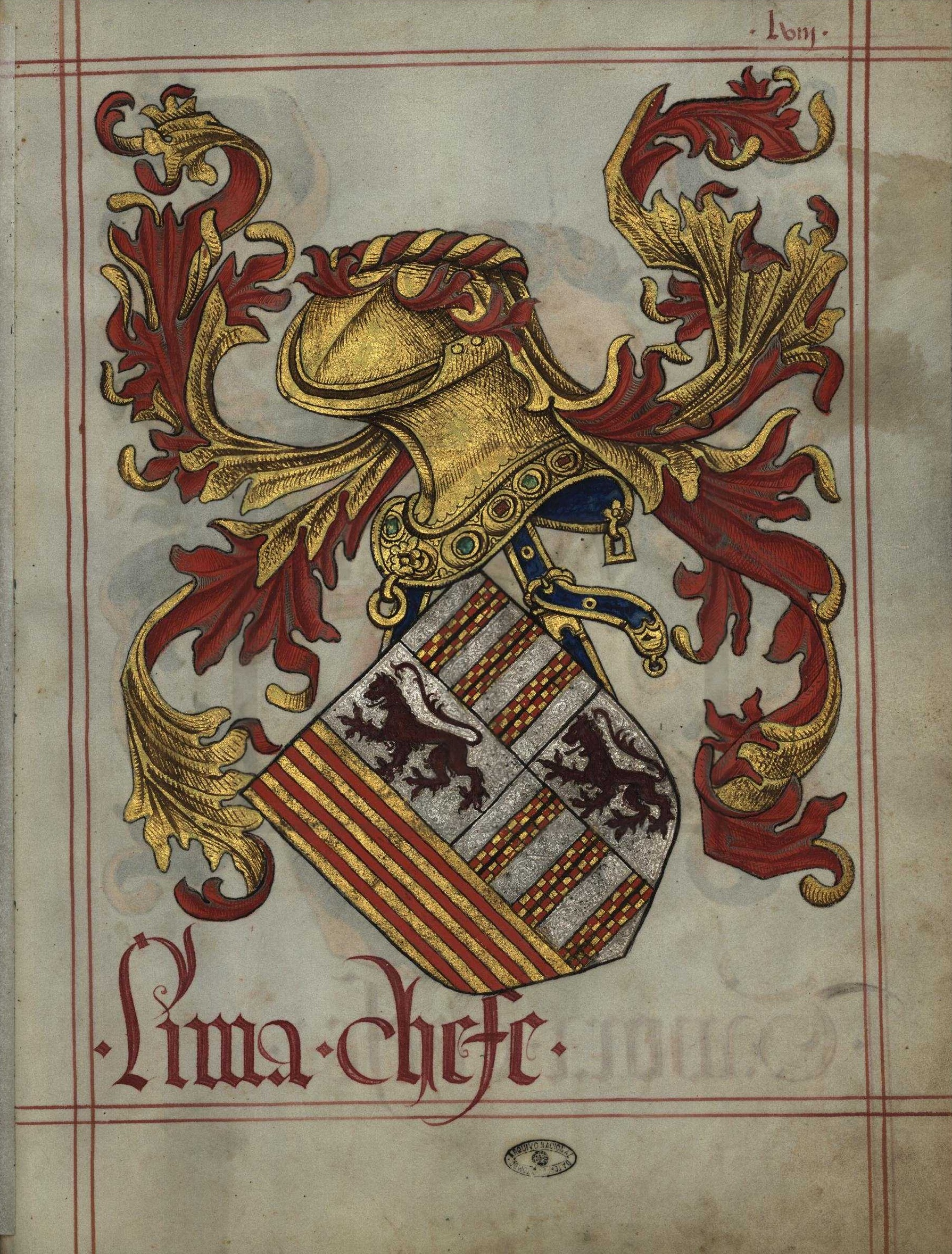
Armas de Lima Chefe, in Livro do Armeiro-Mor (fl 58^{r}) (1509). Armas dos de Lima Viscondes de Vila Nova de Cerveira.

O título de Visconde de Vila Nova de Cerveira foi instituído por Carta de D. Afonso V de Portugal de 4 de Março de 1476, a favor de D. Leonel de Lima. Esta foi a primeira vez que foi atribuído o título de Visconde em Portugal.
A vila de Vila Nova de Cerveira, no extremo Norte de Portugal, onde o Rio Minho faz fronteira com a Galiza, pertencera antes, juntamente com as vilas de Caminha e Valença, ambas também situadas às margens do Rio Minho, a D. Henrique de Meneses, 1.° Conde de Valença, Capitão das Praças de Alcácer Ceguer e Arzila, em Marrocos. Talvez devido à proximidade a Marrocos, onde viria a morrer, este em 1471 trocou o Condado Minhoto por um Condado no Algarve, no extremo Sul do Reino. 
D. Leonel de Lima, desde 1464 1.° Senhor de Ponte de Lima, recebeu por ocasião do escambo de D. Henrique de Meneses o Senhorio de Vila Nova de Cerveira ainda em 1471, cinco anos anos antes de ser feito Conde. Curiosamente, a carta que o nomeia Senhor de Vila Nova de Cerveira data de 21 de Outubro de 1471, enquanto a Carta que documenta o escambo das vilas de Valença, Caminha e Vila Nova de Cerveira pelo Condado Algarvio de D. Henrique de Meneses foi dada em Sintra por D. Afonso V apenas a 12 de Novembro do mesmo ano.
Em 1790 o 13.º Visconde com Grandeza de Vila Nova de Cerveira foi criado Marquês de Ponte de Lima, passando o título de Visconde de Vila Nova de Cerveira a ser usado pelos herdeiros presuntivos dos Marqueses.

## Viscondes de Vila Nova de Cerveira (1476)

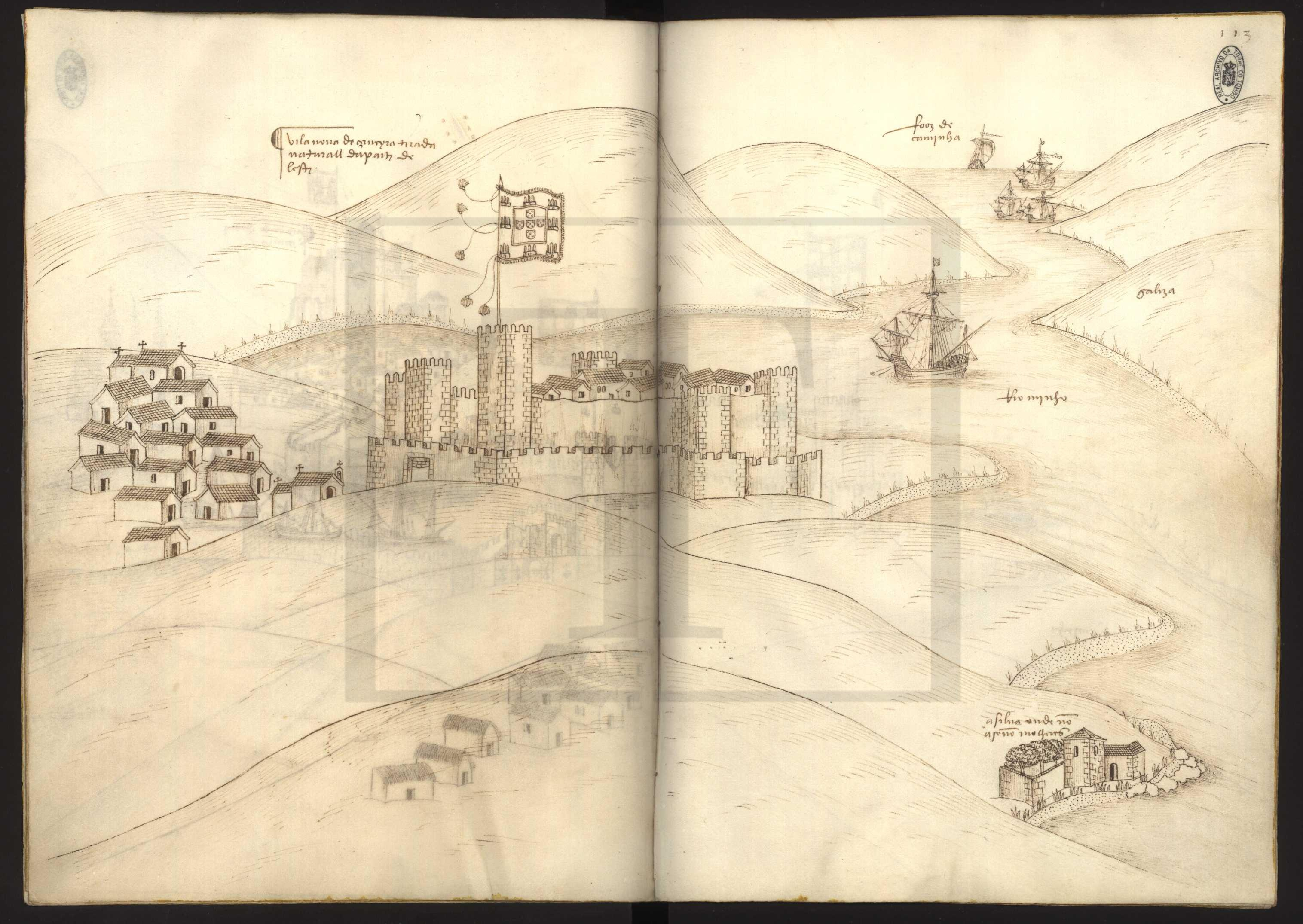
Villa Nova de Cerveira, in Livro das Fortalezas de Duarte de Armas (1509-1510)

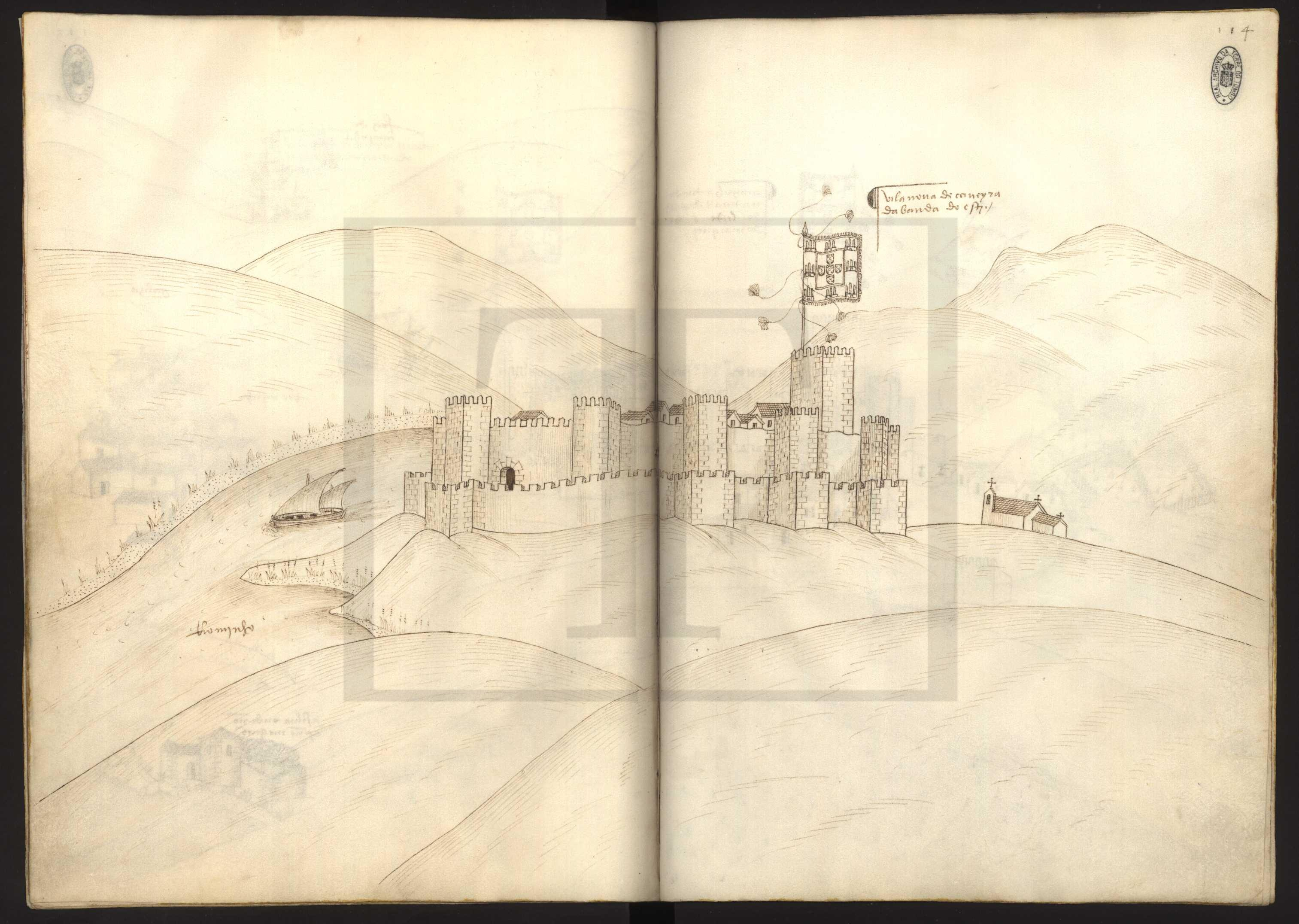
"Vila nova de cerveyra da banda doeste", com terras da Galiza como fundo

### Titulares
1. D. Leonel de Lima
2. D. João de Lima
3. D. Francisco de Lima
4. D. João de Lima
5. D. Francisco de Lima
6. D. Lourenço de Lima e Brito Nogueira
7. D. Diogo de Lima e Brito Nogueira
8. D. Manuel de Lima e Brito Nogueira
9. D. Manuel de Lima Brito e Vasconcelos
10. D. Lourenço de Lima Vasconcelos e Meneses
11. D. João Fernandes de Lima Vasconcelos e Brito Nogueira
12. D. Tomás de Lima Vasconcelos e Meneses de Brito Nogueira
13. D. Maria Xavier de Lima e Hohenlohe casada com D. Tomás da Silva Teles

### Marqueses de Ponte de Lima (1790)
1. D. Tomás Xavier de Lima Teles da Silva (1727-1800), filho dos anteriores, 13.º Visconde de Vila Nova de Cerveira e 1.º Marquês de Ponte de Lima
2. D. Tomás Xavier de Lima, filho primogénito do anterior, 14.º Visconde de Vila Nova de Cerveira. Não sobreviveu ao pai nem deixou descendência.
3. D. Tomás José Xavier de Lima (1779-1822), filho secundogénito do 13.º Visconde, 15.º Visconde de Vila Nova de Cerveira e 2.º Marquês de Ponte de Lima
4. D. José Maria Xavier de Lima Vasconcelos e Brito Nogueira (1807-1877), filho do anterior, 16.º Visconde de Vila Nova de Cerveira e 3.º Marquês de Ponte de Lima. Sem geração.

### Armas
As armas dos de Lima modernas ou dos Viscondes de Vila Nova de Cerveira como se apresentam no Livro do Armeiro-Mor de 1509 eram: esquartelado: I e IV de prata, com um leão de púrpura; II e III de prata, com três faixas xadrezadas de ouro e vermelho de quatro tiras, carregadas de um filete negro em faixa; flanqueado em pala, à dextra, de ouro, com quatro palas de vermelho. Timbre: o leão do escudo.
Anselmo Braamcamp Freire em 1921 nos Brasões da Sala de Sintra descreveu as quase idênticas armas de D. Leonel de Lima, 1.º Visconde de Vila Nova de Cerveira, da seguinte forma: 

Terçado em pala: o 1.º de ouro, quatro palas de vermelho; o 2.º cortado: a de prata, um leão de púrpura, armado e lampassado de vermelho, b de prata, três faixas escaquetadas de vermelho e ouro de três tiras; o 3.º cortado do b do 2.º sobre o a do mesmo. (1.º, de Lima antigas; a do 2.º da Silva; b do 2.º de Sotomaior). 
Deve-se notar que o escudo palado do 1.º terço, embora idêntico às armas de Aragão, já era usado pela família de Lima desde 1248 (selo de Fernão Anes de Lima, desenhado por Luis Francisco de Salazar y Castro em 1694). 

Para além de ilustrar uma outra maneira de descrever as mesmas armas, a única diferença está no número de tiras e na ausência do filete negro nas armas do primeiro visconde segundo Braamcamp Freire. 
Aqui estamos perante um pormenor curioso: No Livro do Armeiro-Mor de 1509 as armas de Lima apresentam um filete negro, enquanto este não se encontra nas armas de Souto Maior na mesma obra. Curiosamente, Anselmo Braamcamp Freire nos Brasões da Sala de Sintra ao descrever as armas dos primeiros titulares no século XV descreve as armas do conde de Caminha como sendo "cada peça carregada de uma cotica em faixa de negro", e insiste que as primitivas armas de D. Leonel de Lima não teriam o filete - isto é, o contrário do que vemos na obra do Armeiro-Mor. No entanto, nada nos leva a pensar que o douto autor estivesse em erro quanto às armas do século XV.
As armas dos de Lima modernas ou dos Viscondes de Vila Nova de Cerveira estão presentes no Livro do Armeiro-Mor (fl 58r), no Livro da Nobreza e Perfeiçam das Armas (fl 11v), e no Thesouro de Nobreza (fl 26r) (1675), onde são já de Lima e Brito Nogueira. Podem ainda ser vistas na Sala de Sintra. Compare-se as armas da ilustração acima com as armas do Conde de Caminha.